# Наум Костов (ВМОРО)
Наум (Нумо) Костов е български революционер, деец на Вътрешната македоно-одринска революционна организация.

## Биография
Наум Костов е роден на 18 януари 1879 година в костурското село Осничани, днес в Гърция. Получава основно образование в родното си село и много млад в 1902 година се присъединява се към ВМОРО като куриер. Заподозрян от властите, бяга в Одрин при роднини. В Одрин отново се заема с революционна дейност в IV окръг и след нови преследвания от властите е принуден да избяга в Свободна България, в Татар Пазарджик, където работи като хлебар. В 1905 година заедно с братовчед си Колю Кировски – Барака заминават за София, присъединяват се към Преспанската чета, с която навлизат в Македония. Пристигат в Преспа и оттам се прехвърлят в Костурско и се присъединяват към костенарийската чета на Киряк Шкуртов. Участват в отбраната на Осничани при четвъртото нападение на гръцки чети на 7 май 1906 година. Двамата случайно са в Осничани и първоначално оказват съпротива сами, докато не идва башибозук от Забърдени и войска от Хрупища.
След сражението Наум Костов и Бараката се изтеглят в България на лечение, тъй като очите им са обгорени от бомба. След това става фурнаджии в Пазарджик.
Наум Костов и Кировски участват в Балканските войни като доброволец от Македоно-одринското опълчение. Костов е награден с кръст за храброст и е повишен в чин подофицер. След войните се установява отново в Пазарджик.
В 1927 година заминава за родния си край за да ликвидира имотите си. В Хрупища изпява пред кафенето „Изгрей зора на свободата“. Властите не правят нищо, защото в града заседава Смесената гръцко-българска емиграционна комисия, но телеграфират на граничните гръцки власти и на връщане, на границата Костов е свален от влака и жестоко пребит, като не успява да се оправи от последиците до края на живота си.
Членува в македонското братство, македоно-одринското опълченско дружество и подофицерското дружество в Пазарджик.
Умира на 28 октомври 1943 година в Пазарджик.